# Christian Abégan
Christian Abégan, né en 1965 à Garoua, est un chef cuisinier camerounais.

## Formation
Depuis sa plus jeune enfance, il est bercé par les bons plats. Il a toutefois le déclic pour la cuisine lorsqu'une tante lui offre La Cuisine gourmande de Michel Guérard, qui restera « sa bible en matière d’équilibre des saveurs ».
Encouragé par son père à devenir avocat, il a d'abord effectué quelques années à la faculté de droit de Malakoff.
Mais il se réoriente, suit l'école hôtelière de Montpellier, effectue un stage au sein du groupe Accord au cours duquel il rencontre Marc Marchand, le chef du palace Le Meurice, et est ensuite formé pendant deux ans à l'école du Cordon Bleu de Paris.

## Carrière
Il s'agit d'un chef reconnu de la gastronomie afro-caribéenne.
Il a bénéficié de l'appui financier de son parrain James Onobiono lors de l'ouverture de son premier restaurant à Douala, « Chez Abégan » .
En plus de son premier restaurant, il dirige également « Le Palenka » à Paris. Il a participé aux actions du Programme alimentaire mondial.
Il est également connu en tant que coach de l'émission de téléréalité culinaire panafricaine Star Chef, à partir de 2011.
En 2016, il sort son premier livre, Le Patrimoine culinaire africain. À l'occasion de la sortie de ce livre, Paris-Match lui consacre un entretien, le qualifiant d'homme « qui veut mettre l'Afrique à table ». Quant au Point, il qualifie en 2020 Christian Abégan de « véritable ambassadeur de la gastronomie du continent » africain.